# Java Card
Java Card é uma tecnologia que permite que pequenos aplicativos (applets) baseados na plataforma Java sejam executados com segurança em smart cards e dispositivos similares com limitações de processamento e armazenamento.
O Java Card é voltado a cartões SIM e a cartões para caixas eletrônicos. O primeiro Java Card foi apresentado em 1997 por várias empresas. Os produtos Java Card são baseados nas especificações da Plataforma Java Card desenvolvidas pela Oracle Corporation, e suas principais características são portabilidade e segurança.

## Principais características
O objetivo do Java Card é definir um ambiente de computação padrão para smart cards, permitindo que o mesmo miniaplicativo Java Card seja executado em diferentes tipos de cartão, da mesma forma que um miniaplicativo Java é executado em diferentes computadores. Como em Java, isso é feito usando a combinação de uma máquina virtual (a Java Card Virtual Machine, ou JCVM) e uma biblioteca de tempo de execução bem definida, que mira abstrair as diferenças entre diferentes plataformas. A portabilidade permanece mitigada por problemas de tamanho de memória, desempenho e tempo de execução (por exemplo, para protocolos de comunicação ou algoritmos criptográficos).
Em motivo de manter a compatibilidade entre o maior número de plataformas possível, muitos recursos da linguagem Java não são suportados pelo Java Card (os tipos char, double, float e long; o qualificador transient; enums; matrizes de mais de uma dimensão; finalização; clonagem de objeto e threads). Além disso, alguns recursos comuns do Java não são fornecidos no tempo de execução por muitos cartões inteligentes reais (em particular o tipo int e coleta de lixo de objetos).

## Processo de desenvolvimento
O desenvolvimento na plataforma é feito por meio do Java Card Development Kit (JCDK) e do Java Card Runtime Environment (JCRE), por meio de um conversor e simulador.

### "Hello World" no Java Card
```
 
/*

 * Package:  org.wikipedia

 * Filename: HelloWorld.java

 * Class:    HelloWorld

 * Date:     [[13 de Dezembro]] de [[2021]]

 *

 */

 

 
package
 
org.wikipedia
;

 

 
import
 
javacard.framework.*
;

 

 
public
 
class
 
HelloWorld
 
extends
 
javacard
.
framework
.
Applet
 
{

 

 
// Byte CLA

 

 
final
 
static
 
byte
 
HELLO_CLA
 
=
 
(
byte
)
 
0xB0
;

 

 
// Verificar PIN

 

 
final
 
static
 
byte
 
INS_HELLO
 
=
 
(
byte
)
 
0x20
;

 

 
public
 
static
 
void
 
install
(
byte
[]
 
bArray
,
 
short
 
bOffset
,
 
byte
 
bLength
)
 
{

 

  
(
new
 
HelloWorld
()).
register
(

 

   
bArray
,

 

   
(
short
)
 
(
bOffset
 
+
 
1
),

 

   
bArray
[
bOffset
]
);

 

 
}

 

 
// Processa o comando APDU

 

 
public
 
void
 
process
(
APDU
 
apdu
)
 
{

 

  
byte
[]
 
buffer
 
=
 
apdu
.
getBuffer
();

 

  
if
 
((
buffer
[
ISO7816
.
OFFSET_CLA
]
 
==
 
0
)

 

   
&&
 
(
buffer
[
ISO7816
.
OFFSET_INS
]
 
==
 
(
byte
)
 
(
0xA4
)))

 

   
return
;

 

  
// Valida o byte CLA

 

  
if
 
(
buffer
[
ISO7816
.
OFFSET_CLA
]
 
!=
 
HELLO_CLA
)

 

   
ISOException
.
throwIt
(
ISO7816
.
SW_CLA_NOT_SUPPORTED
);

 

  
// Seleciona a instrução apropriada (Byte INS)

 

  
switch
 
(
buffer
[
ISO7816
.
OFFSET_INS
]
)
 
{

 

   
case
 
INS_HELLO
 
:

 

    
getHello
(
apdu
);

 

    
return
;

 

   
default
 
:

 

    
ISOException
.
throwIt
(
ISO7816
.
SW_INS_NOT_SUPPORTED
);

 

  
}

 

 
}

 

 
/**

 

  * @param apdu

 

  * @author Wikipedia

 

  * Get user id attribute

 

  */

 

 
private
 
void
 
getHello
(
APDU
 
apdu
)
 
{

 

  
// Cadeia de bytes com a mensagem: "hello world Java Card"

 

  
byte
[]
 
hello
 
=

 

   
{

 

    
'h'
,

 

    
'e'
,

 

    
'l'
,

 

    
'l'
,

 

    
'o'
,

 

    
' '
,

 

    
'w'
,

 

    
'o'
,

 

    
'r'
,

 

    
'l'
,

 

    
'd'
,

 

    
' '
,

 

    
'J'
,

 

    
'a'
,

 

    
'v'
,

 

    
'a'
,

 

    
' '
,

 

    
'C'
,

 

    
'a'
,

 

    
'r'
,

 

    
'd'
 
};

 

  
// Informa ao JCRE que será enviado uma resposta

 

  
short
 
le
 
=
 
apdu
.
setOutgoing
();

 

  
short
 
totalBytes
 
=
 
(
short
)
 
hello
.
length
;

 

  
// Informa ao JCRE o tamanho da mensagem em bytes

 

  
apdu
.
setOutgoingLength
(
totalBytes
);

 

  
// Envia a mensgem para o host

 

  
apdu
.
sendBytesLong
(
hello
,
 
(
short
)
 
0
,
 
(
short
)
 
hello
.
length
);

 

  
}

 

 
}

```

Testando
Após enviar comando "select", envie o seguinte comando:
B0 20 00 00
A saída será:
68 65 6C 6C 6F 20 77 6F 72 6C 64 20 4A 61 76 61 20 43 61 72 64 90 00